# José Carlos Araújo (político)
José Carlos Leão de Araújo, ou simplesmente José Carlos Araújo (Salvador, 21 de dezembro de 1944), é um administrador de empresas, radialista e político brasileiro, atualmente exercendo seu quarto mandato consecutivo de Deputado Federal pelo estado da Bahia. Nas últimas eleições concorreu pelo PSD mas, em 2016, filiou-se ao PR.
É o atual presidente do Conselho de Ética e Decoro Parlamentar da Câmara dos Deputados.

## Carreira
José Carlos Araújo graduou-se em Administração de Empresas em 1972. Foi coordenador da campanha do PDS nas eleições estaduais na Bahia em 1982. No ano seguinte foi Coordenador da Presidência da Companhia de Desenvolvimento do Vale do Paraguassu (Desenvale), e diretor da Telebahia, sendo que, neste último, permaneceu até 1990. Ainda nos anos 80 integrou o Conselho de Administração da Telemig e o Conselho da Bolsa de Valores Bahia-Sergipe-Alagoas, a Bovesba, ambos os cargos entre 1985 e 1990. Seu primeiro cargo eletivo veio nas eleições de 1990, quando elegeu-se Deputado Estadual pelo antigo PFL, reelegendo-se em 1994 e em 1998. No pleito de 2002 conquistou uma vaga de Deputado Federal. Foi novamente eleito em 2006 pelo extinto PL, em 2010 pelo PDT, e em 2014 pelo PSD. Em 2016 mudou novamente de partido, passando a integrar os quadros do PR, partido sucessor do PL. Araújo também é o atual coordenador da bancada da Bahia na Câmara.

### Conselho de Ética
Em 12 de agosto de 2015, Araújo foi eleito pela terceira vez presidente do Conselho de Ética, vencendo Arnaldo Faria de Sá, do PTB, candidato apoiado por Eduardo Cunha, por 13 votos contra 8. O Conselho tem posição estratégica na Câmara, pois decide pela abertura de processos de investigação e, posteriormente, cassação de deputados. O mandato é de dois anos.

#### Caso da Cassação de Eduardo Cunha
Como presidente do Conselho de Ética, Araújo é o responsável por comandar o processo contra o presidente da Câmara Eduardo Cunha, hoje afastado do cargo pela justiça, e que pode levar à cassação de seu mandato. Por meio de seus aliados, batizados de "tropa de choque", Cunha buscou retardar, principalmente por meio de manobras regimentais, o andamento do processo. Segundo o presidente da Comissão, nem mesmo a emissão de passagens para testemunhas escaparam das manobras protelatórias de Eduardo Cunha. Ele também reclamou sobre a dificuldade para encontrar as testemunhas de Cunha, uma vez que o presidente da Casa só teria indicado endereços, sem fornecer os números de telefone. Na troca de acusações entre os dois, Cunha acusou Araújo de errar propositadamente para passar mais tempo sob os holofotes, e até mesmo de ter sido "ladrão de toca-fitas" quando adolescente.
Ainda dentro das disputas políticas, Araújo foi alvo de pelo menos cinco representações pedindo sua cassação. Ele afirma que as ações são arquitetadas pelo presidente afastado da Câmara. Em tese, se as denúncias forem aceitas pela mesa diretora da Câmara, o deputado poderia ser afastado do Conselho. Entre estas denúncias estão as assinadas pelo prefeito de Morro do Chapéu, Cleová Barreto, e pelo presidente da Câmara dos Vereadores da cidade, João Humberto Batista, que acusam José Carlos Araújo de utilizar-se de uma rádio sob sua concessão para "objetivos eleitoreiros". Outras o acusam de ter feito repasses irregulares a vereadores de Juazeiro, e utilizado um laranja na compra de um terreno. Araújo afirma que todas estas denúncias são manobras de Eduardo Cunha para retirá-lo da condução do processo.

### Filiação ao PR
Em fevereiro de 2016, José Carlos Araújo anunciou que estava trocando o PSD pelo PR. Araújo vinha conversando com dirigentes da nova legenda desde o início do ano, mas a gota d'água para a mudança foi o fato do líder do PSD, Rogério Rosso, ter trocado um deputado no Conselho de Ética sem consultá-lo, indicando um parlamentar de outro partido. O deputado indicado foi João Carlos Bacelar Filho, que é, justamente, do PR e, assim como Araújo, baiano. Rosso era considerado aliado do presidente da Câmara, Eduardo Cunha, hoje afastado pela justiça, e Bacelar vinha votando, como suplente, sempre a favor dele. Com a troca, Araújo passou a ocupar a presidência da legenda na Bahia. Segundo ele, chegou a acionar o senador Otto Alencar, principal liderança do partido na Bahia, e o ministro das Cidades Gilberto Kassab, presidente nacional e fundador do PSD, para que tentassem falar com Rosso sobre a troca no Conselho, mas não houve sucesso.

### 2017
Em abril de 2017 votou a favor da Reforma Trabalhista. Em agosto de 2017 votou contra o processo em que se pedia abertura de investigação do então Presidente Michel Temer, ajudando a arquivar a denúncia do Ministério Público Federal.

## Atividades Parlamentares (legislatura 2015/19)
Obs: Estão listadas apenas as atividades onde o parlamentar foi titular (atualizado em 04/07/16):
- Comissão de Defesa do Consumidor: 3/3/2015 - 2/2/2016; 2/5/2016 - atualmente;
- PL 7406/14 - Telecomunicações: 9/6/2015 - atualmente (1º Vice-Presidente: 16/6/2015 a 11/3/2016);
- PL 6493/09 - Lei Orgânica da Polícia Federal: 15/10/2015 - 18/11/2015;
- PL 3555/04 - Regulamenta Contratos Seguro Privado: 25/2/2016 - atualmente;
- Conselho de Ética e Decoro Parlamentar: 12/3/2015 - atualmente (Presidente);